# Scott Lost
Scott Epperson (Santa Cruz, 8 de junho de 1980), melhor conhecido pelo seu nome no ringue Scott Lost, é um lutador de luta livre profissional americano aposentado. Ele também é conhecido pelo seu trabalho na Pro Wrestling Guerrilla, que ele fundou com outros cinco lutadores, sendo por cinco vezes campeão de duplas da PWG.

## No wrestling
- Movimentos de finalização

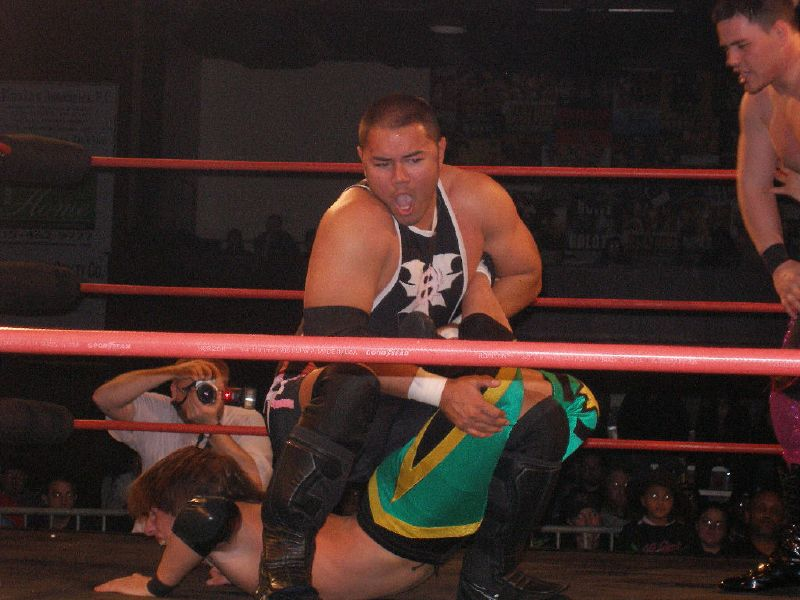
Lost aplicando um sharpshooter.

  - Big Fat Kill (Reverse roundhouse kick na cabeça de um oponente sentado ou ajoelhado)[5]
  - Breaking Point (Back to back double underhook piledriver)[1][3]
  - Lost in Space (Diving elbow drop)[6]
  - Sharpshooter[1]
  - Superplex[7]

- Movimentos secundários
  - Backbreaker rack caindo em um modified rib breaker
  - Butterfly Effect (Double underhook facebuster)[3]
  - Cutter,[6] às vezes da borda do ringue
  - Gutbuster
  - Head and arm suplex
  - Moonsault
  - Múltiplas variações de chutes
    - Dropsault
    - Enzuigiri
    - Jumping corkscrew roundhouse
    - Lost Cause (Super para um oponente cercado)[3]

  - Northern lights suplex
  - Senton bomb
  - Side slam, às vezes caindo em um modified gutbuster
  - Superman Spear (Spear para um oponente cercado)[1]

- Com Joey Ryan
  - Movimentos de finalização

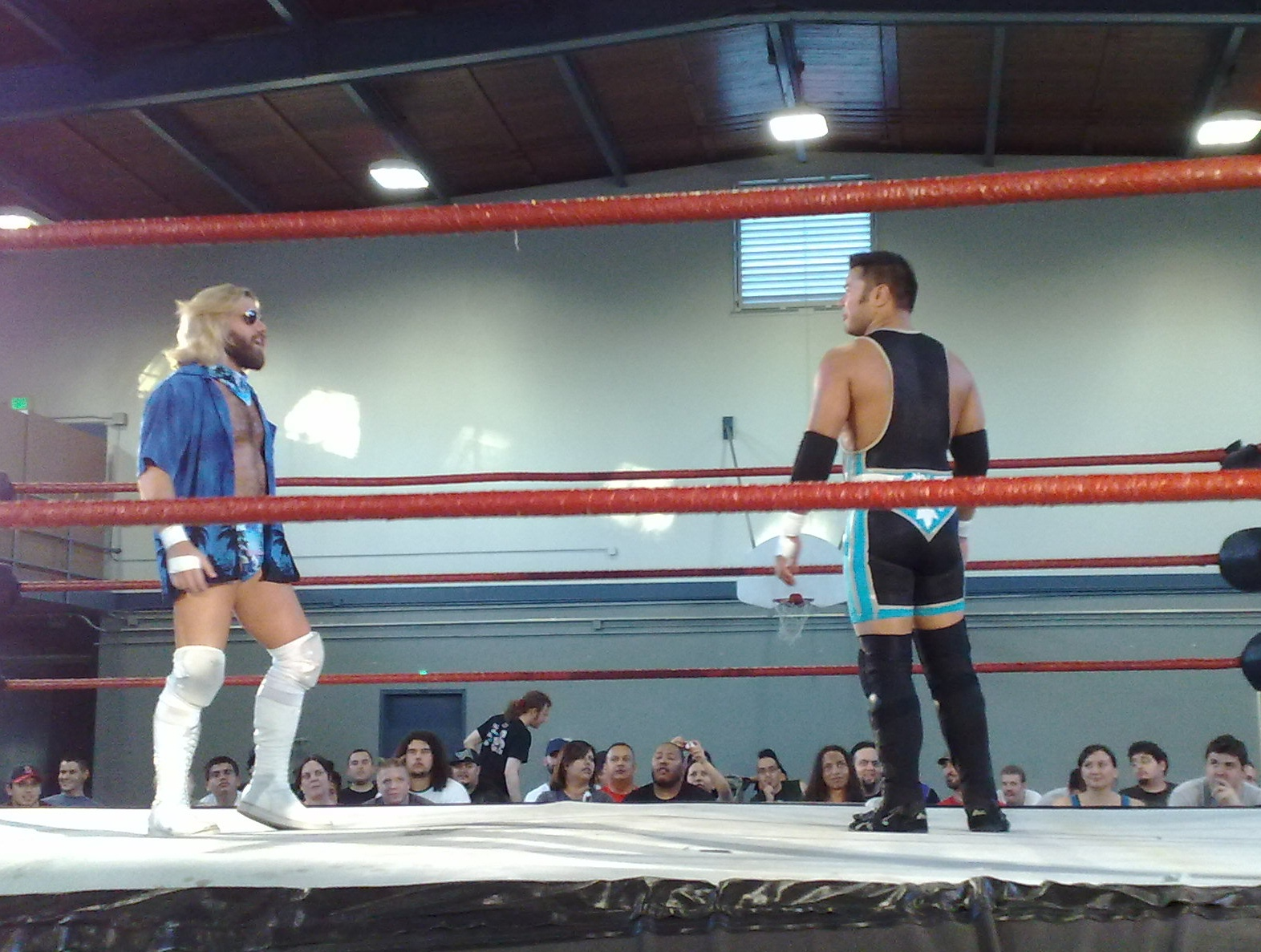
Lost (direita) com seu parceiro Joey Ryan em 2008.

    - Extinction Agenda (Combinação Backbreaker (Ryan) / Diving elbow drop (Lost))[8]
    - Ryan joga o oponente acima da terceira corda para Lost, que aplica um cutter no meio do ar[9]

  - Movimentos secundários
    - Reverse thrown inverted Death Valley driver por Lost em um sitout facebuster de Ryan
    - Double superkick

- Com Chris Bosh
  - Movimentos de finalização
    - Maximum Bosh (Bosh) seguido por um spinebuster (Lost)
    - Northern Lights suplex por Lost no joelho de Bosh

  - Movimentos secundários
    - Cutter por Lost no joelho de Bosh

- Alcunhas
  - "The Professional"[1]

- Temas de entrada
  - Moment of Clarity por Jay-Z

## Campeonatos e prêmios
- Alternative Wrestling Show
  - AWS Heavyweight Championship (1 vez)[10]
  - AWS Lightweight Championship (1 vez)[10]
  - AWS Tag Team Championship (2 vezes) - com Joey Ryan[11]

- Battle Ground Pro Wrestling
  - BGPW Heavyweight Championship (1 vez)[3]

- California Wrestling Alliance
  - CWA Tag Team Championship (1 vez) - com Joey Ryan[3]

- Golden State Championship Wrestling
  - GSCW Light Heavyweight Championship (2 vezes)[3]

- Pacific Coast Wrestling
  - PCW Tag Team Championship (1 vez) - com Joey Ryan[3]

- Pro Wrestling Guerrilla
  - PWG World Tag Team Championship (5 vezes) - com Joey Ryan (3) e Chris Bosh (2)[10]

- Pro Wrestling Illustrated
  - PWI coloco-o em #222 dos 500 melhores lutadores na PWI 500 em 2009[12]

- SoCal Uncensored
  - Luta do ano (2005) com Chris Bosh vs. Quicksilver e Scorpio Sky, 9 de julho de 2005, The 2nd Annual PWG Bicentennial Birthday Extravaganza - Night One[13]
  - Lutador mais destacado (2008, 2009)[14]
  - Dupla do Ano (2002) com Joey Ryan[3]
  - Dupla do Ano (2005) com Chris Bosh[13]
  - Lutador do ano (2008)[15]

- World Class Wrestling Alliance
  - WCWA Tag Team Championship (1 vez) - com Joey Ryan[16]

- World Pro Wrestling
  - WPW Cruiserweight Championship (1 vez)[3]
  - WPW Tag Team Championship (1 vez) - with Joey Ryan

### Luchas de Apuestas record
| Vencedor (aposta)                    | Perdedor (aposta)                    | Local                   | Evento                | Data               | Notas  |
| ------------------------------------ | ------------------------------------ | ----------------------- | --------------------- | ------------------ | ------ |
| Quicksilver e Scorpio Sky (máscaras) | Scott Lost e Chris Bosh (Campeonato) | Los Angeles, Califórnia | Evento ao vivo da PWG | 9 de julho de 2005 | [ 17 ] |